# Monopetalotaxis candescens
Monopetalotaxis candescens là một loài bướm đêm thuộc họ Sesiidae. Nó được biết đến ở Nam Phi.
Ấu trùng đục rễ loài Aspalathus linearis. Chúng bị xem là loài gây hại cây chè bụi đỏ. Con bướm trưởng thành bay vào thời cao điểm tháng 11 và tháng 12.